# St. Gabriel (Luisiana)
St. Gabriel é uma cidade  localizada no estado americano de Luisiana, na Paróquia de Iberville.

## Demografia
Segundo o censo americano de 2000, a sua população era de 5514 habitantes.

## Geografia
De acordo com o United States Census Bureau tem uma área de
75,0 km², dos quais 74,4 km² cobertos por terra e 0,6 km² cobertos por água.

## Localidades na vizinhança
O diagrama seguinte representa as localidades num raio de 20 km ao redor de St. Gabriel.